# Trichosandra
Trichosandra és un gènere monotípic que pertany a la família de les apocinàcies amb una única espècie: Trichosandra borbonica Decne.. És originària d'Àfrica on es troba a Maurici.

## Descripció
És una liana amb els brots glabres. Les fulles són coriàcies, ovades, basals i apicals atenuades, glabres.
Les inflorescències són extraaxil·lars, amb moltes flors.